# Ottmar Mergenthaler
Ottmar Mergenthaler (Hachtel, 10 de maig de 1854 - Baltimore, 28 d'octubre de 1899) va ser un inventor alemany.
Va néixer a Hachtel, Württemberg, Alemanya, tercer fill d'un mestre d'escola i aprenent de rellotger anterior a la seva arribada a Baltimore, Maryland l'any 1872. El 1878, es va nacionalitzar com a ciutadà dels Estats Units. Va inventar la linotípia l'any 1884, una màquina que permetia a un operador col·locar automàticament caràcters, i va revolucionar la indústria de la impremta. Va morir de tuberculosi a Baltimore l'any 1899.
Un edifici va ser anomenat per Ottmar a la Universitat Johns Hopkins, així també una escola secundària de Baltimore.